# 14 км (зупинний пункт, Луганська дирекція, Алчевський район)
14 кілометр — залізничний пасажирський зупинний пункт Луганської дирекції Донецької залізниці.
Розташований поблизу селища Міус, Попаснянський район, Луганської області на лінії Дебальцеве — Красна Могила між станціями Чорнухине (6 км) та Фащівка (6 км).
Через військову агресію Росії на сході України транспортне сполучення припинене, водночас на середину листопада 2018 р. двічі на день курсує пара електропоїздів сполученням Дебальцеве — Фащівка, що підтверджує сайт Яндекс.